# Rivière Bernier (vattendrag i Kanada, lat 45,78, long -71,34)
Rivière Bernier är ett vattendrag i Kanada.   Det ligger i provinsen Québec, i den sydöstra delen av landet, 300 km öster om huvudstaden Ottawa. Rivière Bernier ligger vid sjön Lac Aylmer.

## Omgivningar
I omgivningarna runt Rivière Bernier växer i huvudsak blandskog. Runt Rivière Bernier är det mycket glesbefolkat, med 3 invånare per kvadratkilometer.